# Černé vdovy
Černé vdovy jsou český kriminální televizní seriál vysílaný od 17. února 2019 na televizní stanici Prima. V hlavních rolích hrají Jana Plodková, Jitka Čvančarová a Lucia Siposová; scenáristy jsou Radek Bajgar, Pavel Gotthard, Mirka Zlatníková, Michaela Sabo a Milan Tesař; Radek Bajgar je také režisérem. Černé vdovy jsou natočeny podle finské předlohy Mustat lesket.
V březnu 2022 začalo natáčení druhé série; ta bude mít opět 8 epizod.

## Obsazení
V seriálu hráli:
| Jana Plodková    | Renata Jůzlová                                     |
| Jitka Čvančarová | Johana Rychnovská                                  |
| Lucia Siposová   | Veronika Majerová                                  |
| Bolek Polívka    | por. Olin Nekula, kriminalista z Brna              |
| Filip Blažek     | Mirek Jůzl, manžel Renaty                          |
| Pavla Beretová   | Billy, barmanka a milenka Mirka                    |
| Jan Vondráček    | Petr Písařík, vedoucí pražské kriminálky           |
| Martin Myšička   | Erik, psycholog, soused Jůzlových                  |
| Jan Hájek        | Josef Kašpar (Sagi)                                |
| Dana Batulková   | Aštanga, matka Renaty                              |
| Jiří Maryško     | Alex, spolubydlící Veroniky, bratranec jejího muže |
| Marek Lambora    | Filip Rychnovský, nevlastní syn Johany             |
| Pavel Šimčík     | Ing. Karel Jonáš, policejní IT                     |
| Claudie Černá    | Líza Jůzlová, dcera Renaty a Mirka                 |
| Martin Stránský  | Daniel Rychnovský                                  |
| Petr Vršek       | Jan Majer                                          |
| Iva Janžurová    | Madam Skleník, mafiánská „kmotra“                  |
| Barbora Bočková  | Anička, asistentka Madam Skleník                   |
| Vanda Hybnerová  | plk. Alena Jílková, kolegyně Olina                 |
| Pavel Betka      | Václav Jůzl – strýc Renaty, švagr Aštangy          |

## Recenze
- Mirka Spáčilová, iDNES.cz  55 %[5]
- Martin Pleštil, Kinobox  20 %[6]